# Caecilia nigricans
Caecilia nigricans Boulenger, 1902 è un anfibio della famiglia Caeciliidae.

## Distribuzione e habitat
La specie si trova in Colombia, in Ecuador e Panama, dove occupa vari habitat umidi, tropicali o subtropicali.